# Alice Pike Barney
Alice Pike Barney, nata Alice Pike (Cincinnati, 14 gennaio 1857 – Los Angeles, 12 ottobre 1931), è stata una pittrice statunitense.

## Biografia

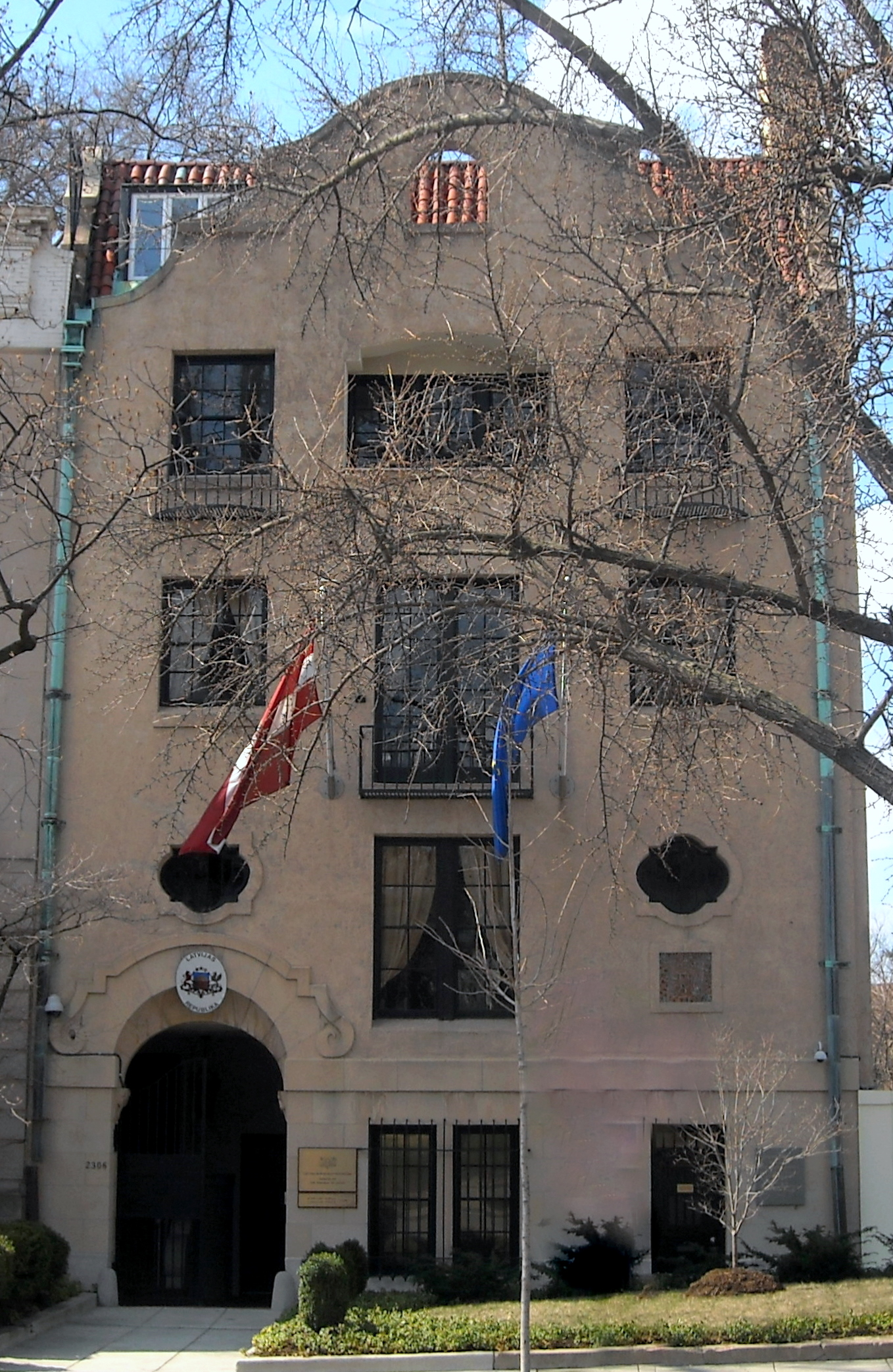
L'ambasciata della Lettonia a Washington apparteneva un tempo ad Alice Pike Barney, che la considerava la sua "casa studio".

Alice Pike nacque a Cincinnati nel 1857, era la più giovane di quattro figli e l'unica che condivideva pienamente gli interessi culturali di suo padre; infatti, sin quando era bambina, dimostrò di essere un'abile cantante e pianista. Nel 1866, la futura pittrice si trasferì con la famiglia a New York. Durante l'estate del 1882, mentre Pike si trovava sulla spiaggia del Long Beach Hotel di New York, lei incontrò Oscar Wilde, giunto sul posto per tenere una delle conferenze che stava organizzando in quel periodo negli Stati Uniti. Nel corso della discussione che Pike fece con lo scrittore irlandese, lei decise di dedicare la sua vita all'arte, questo sebbene il marito, Albert Clifford Barney, fosse contrario alla decisione di lei.
Nel 1887, Alice Pike Barney si recò a Parigi per essere più vicina alle sue due figlie Natalie e Laura mentre frequentavano Les Ruches, un collegio francese fondato dall'educatrice femminista Marie Souvestre; mentre si trovava là, Barney ebbe come maestro lo spagnolo Carolus-Duran. Nel 1896, a causa di un infortunio avuto dalla figlia Laura, Barney tornò temporaneamente a Parigi. Nello stesso periodo, Alice Pike Barney divenne una delle prime studentesse della nuovissima Académie Carmen, una scuola d'arte fondata da James Abbott McNeill Whistler. Intorno al 1900, l'arte di Pike iniziò a mostrare influenze simboliste.
Barney illustrò il chapbook di poesia francese Quelques Portraits-Sonnets de Femmes (1900) di Natalie. Inizialmente, Barney non capiva cosa spingesse la figlia a scrivere un libro dedicato a delle donne, e ignorava che quattro dei cinque soggetti femminili raffigurati nel libro fossero in realtà amanti di Natalie. Quando Albert, il marito di Barney, lesse il titolo di una recensione del libro del Washington Mirror, intitolata Sappho Sings in Washington ("Saffo canta a Washington"), egli andò a Parigi, ove acquistò e distrusse tutte le copie rimaste di Quelques Portraits-Sonnets de Femmes. Inoltre, insistette affinché Barney e Natalie tornassero con lui nella loro casa estiva di Bar Harbor.
Alice Pike Barney tenne la sua prima personale alla Corcoran Gallery of Art nel 1901. Negli anni successivi, lei inventò e brevettò dispositivi meccanici, pubblicò vari scritti e recitò in vari spettacoli teatrali e a un'opera. Inoltre si impegnò a rendere la città di Washington un centro artistico di riferimento: nel 1899, aprì un salotto letterario nella sua casa in affitto a Avenue Victor Hugo, che era frequentato da pittori simbolisti come Lucien Lévy-Dhurmer, John White Alexander ed Edmond Aman-Jean, e finanziò la costruzione del National Sylvan Theater, situato nel National Mall e aperto nel 1917.
Barney morì nel 1931 all'età di settantaquattro anni. Molti dei suoi dipinti si trovano nello Smithsonian American Art Museum.

## Vita privata
Il padre di Barney era Samuel Napthali Pike, un ebreo tedesco che, dopo aver fatto fortuna come distillatore di whisky per il marchio Magnolia, divenne un mecenate e fondatore della Pike's Opera House di Cincinnati. Quando la famiglia si trasferì a New York nel 1866, Pike costruì quella che sarebbe diventata la Grand Opera House tra la Twenty-Third Street e l'Eighth Avenue. La madre dell'artista era invece di origini francesi.
All'età di diciassette anni, Barney si fidanzò con l'esploratore Henry Morton Stanley, che aveva allora trentatré anni. Dal momento che la loro differenza d'età era considerata eccessiva dalla madre, lei volle che la figlia fosse più grande per sposarsi con lui. I due si separarono durante una spedizione in Africa durata tre anni a cui prese parte Stanley. Durante il viaggio, per omaggiare l'amata, egli nominò The Lady Alice la barca che usò per navigare sul lago Vittoria.
Nel corso del viaggio di Stanley, lei decise di sposare Albert Clifford Barney, figlio di un ricco produttore di vagoni ferroviari di Dayton. I due ebbero due figlie di nome Laura e Natalie, divenute entrambe scrittrici. Quando nell'alta società di Washington iniziarono a circolare voci di corridoio sul fatto che Alice Pike Barney fosse figlia di un distillatore di whisky ebreo, suo marito temette che ciò avrebbe infangato l'onore della famiglia in modo inesorabile. Dopo aver avuto problemi cardiovascolari e di alcolismo, egli morì nel 1902.
Nel 1911, quando Alice Pike Barney aveva cinquantatré anni, Barney sposò il ventitreenne Christian Hemmick, figlio di Roland J. Hemmick, l'ambasciatore statunitense in Svizzera. La loro relazione catturò l'attenzione della stampa mondiale. Barney dipinse la sorella di Christian, Katherine Marie Johnson. I due divorziarono nel 1920.
Barney si convertì alla fede Bahá'í intorno al 1900.

## Galleria d'immagini

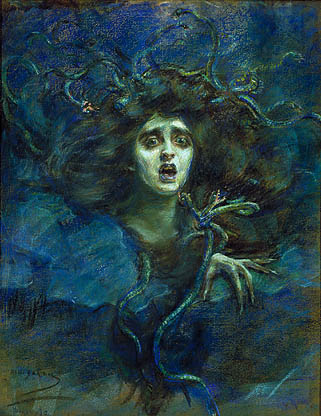
Medusa (1892)
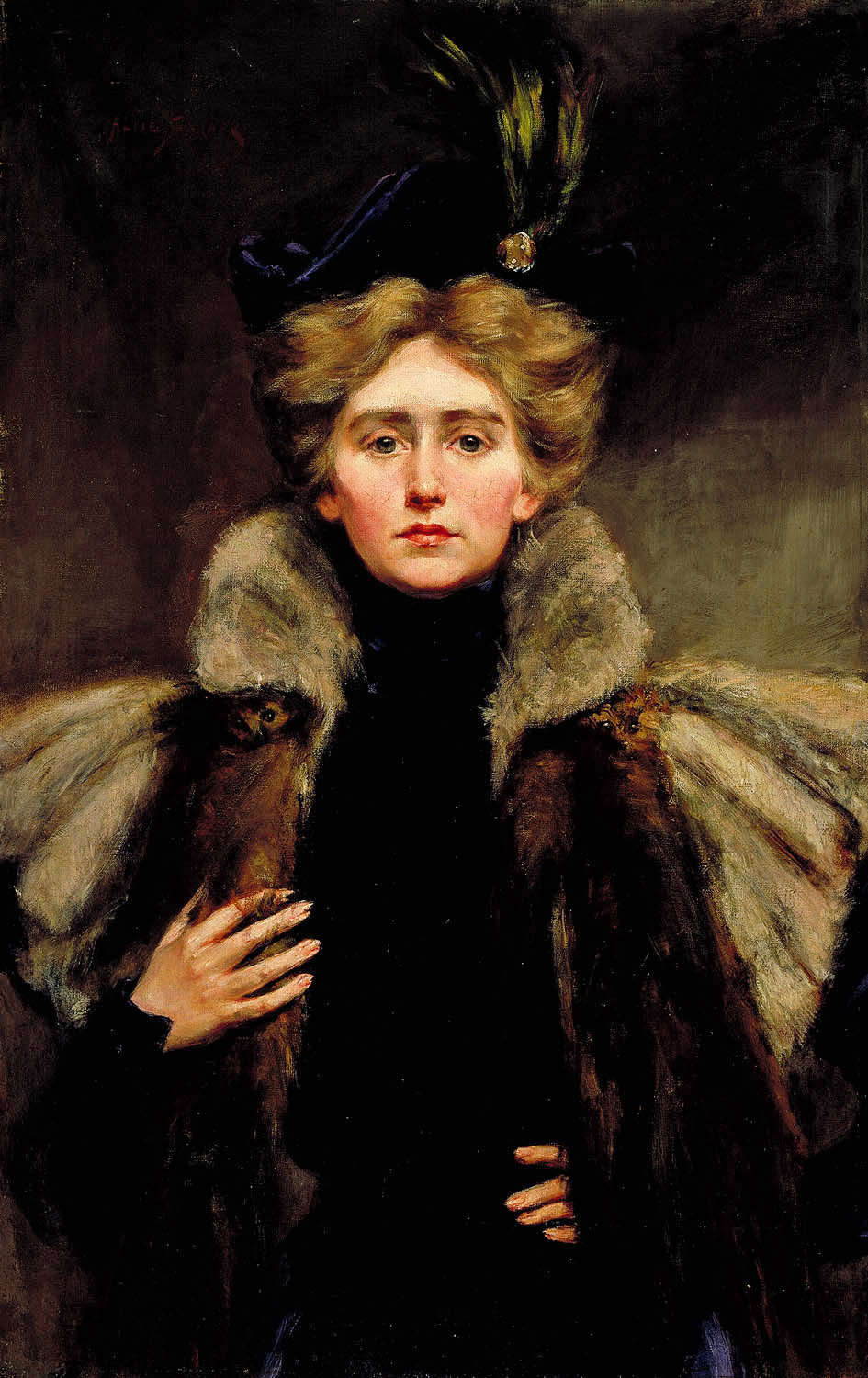
Natalie Barney in Fur Cape (1896)
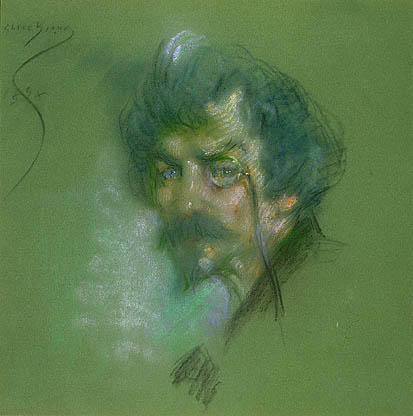
James McNeill Whistler (1898)
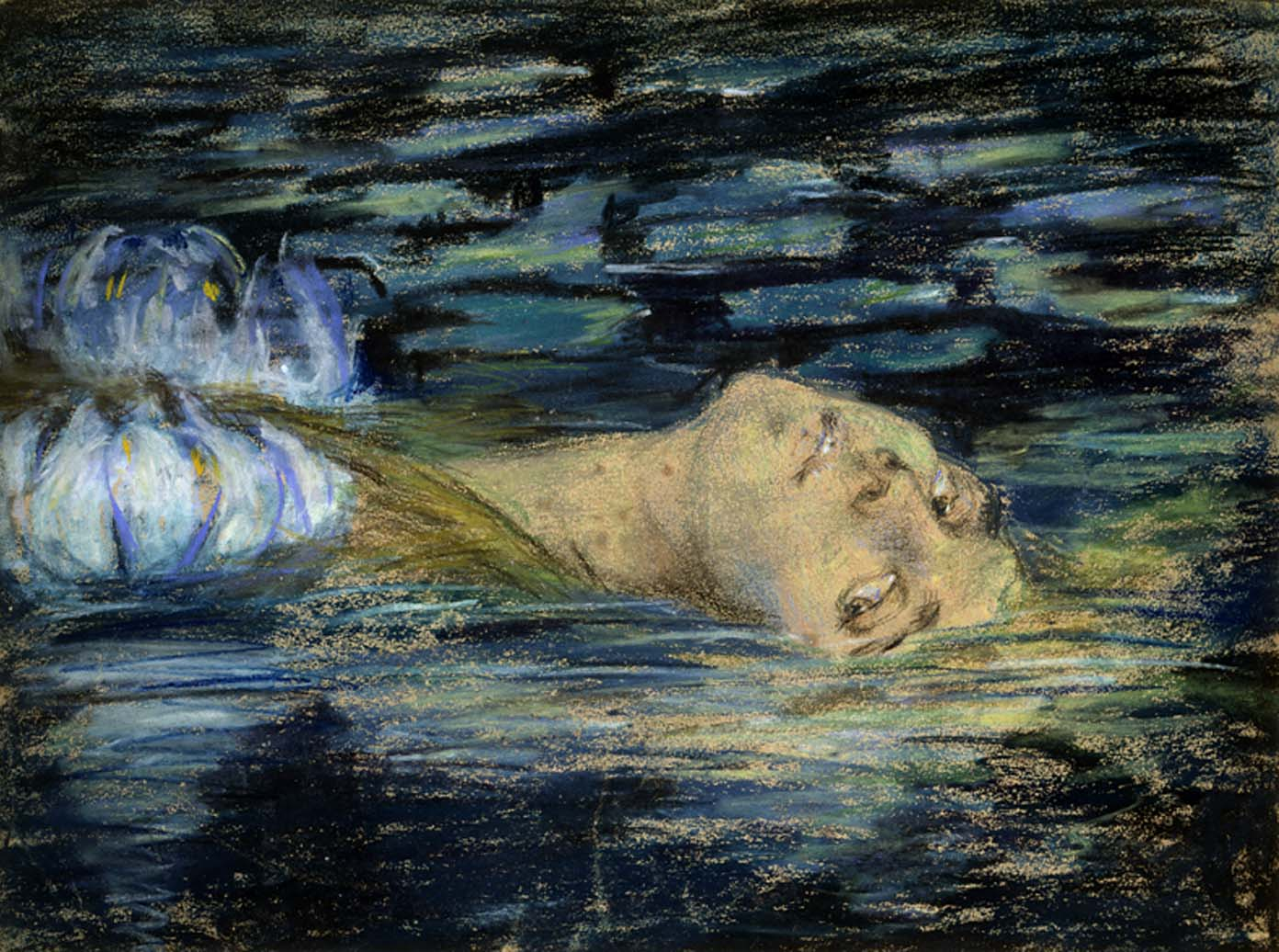
Waterlily (1900)
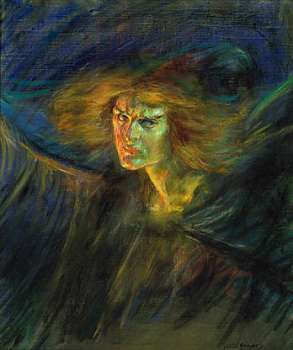
Lucifer (1902)
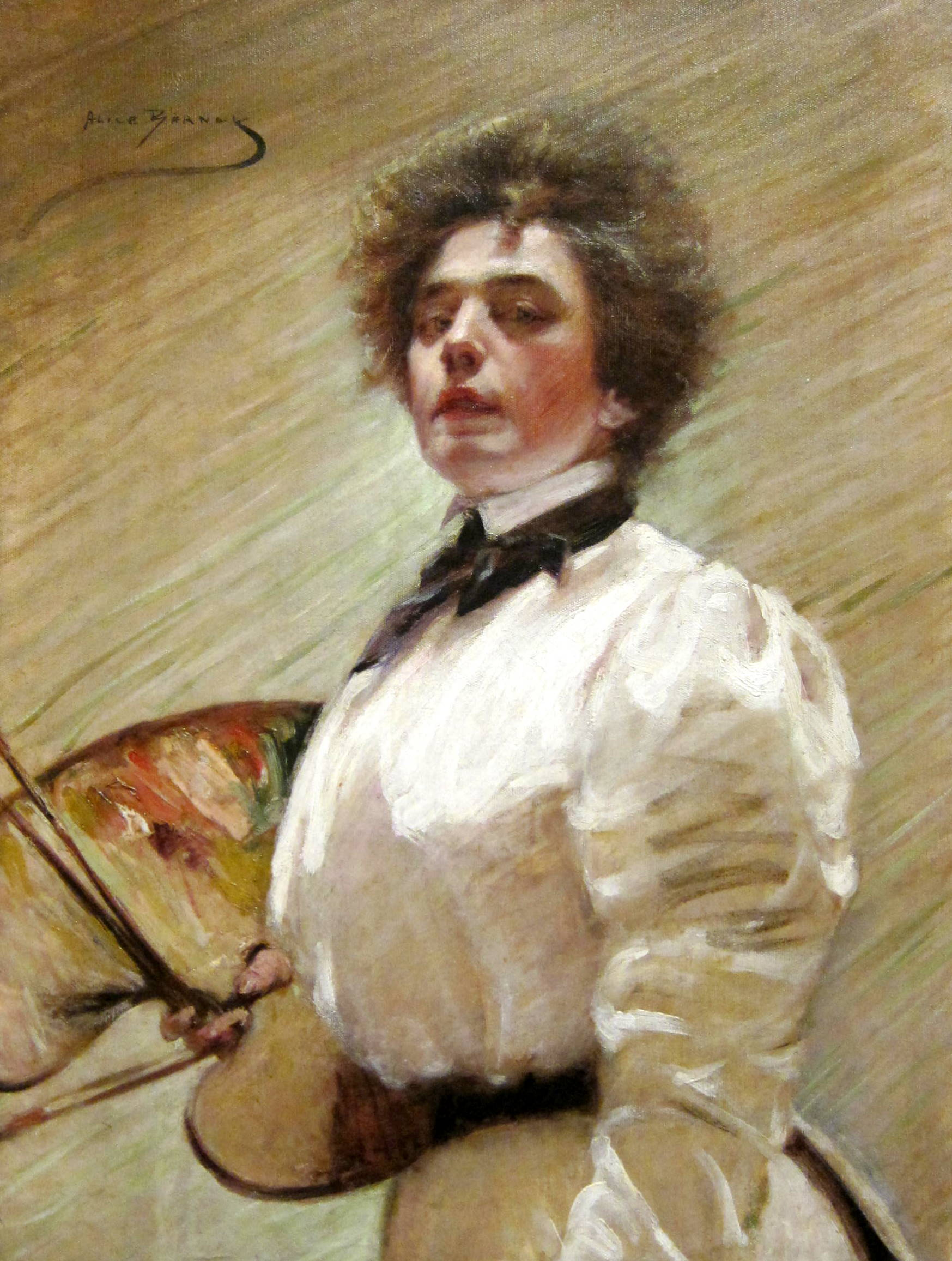
Autoritratto con tavolozza (1906)
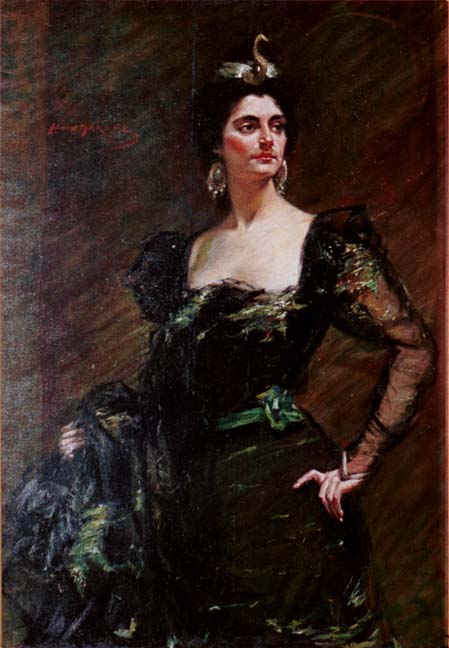
Autoritratto (data sconosciuta)